# Picquigny

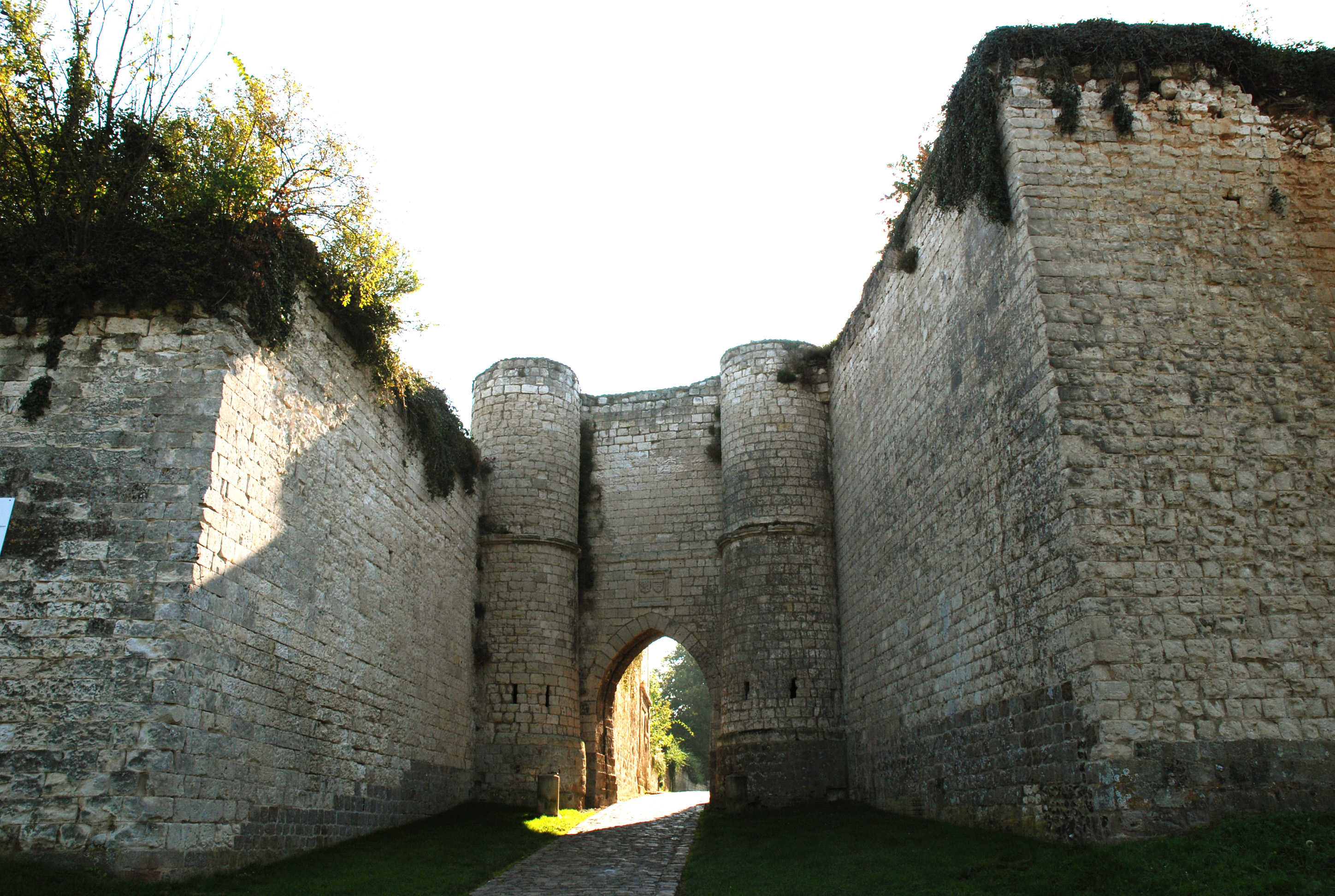
Het kasteel van Picquigny

Picquigny is een gemeente in het Franse departement Somme (regio Hauts-de-France) en telt 1386 inwoners (1999). De plaats maakt deel uit van het arrondissement Amiens.

## Geschiedenis
De ontdekking van een Gallo-Romeins kerkhof in 1895 bewijst dat de plaats al bewoond was tijdens de verovering door de Romeinen.
Graaf Arnulf I van Vlaanderen en Willem I van Normandië ontmoetten elkaar ongewapend op het eilandje in de Somme (zie foto) op 17 december 942 om over vrede te onderhandelen. Toen ze het eiland al verlaten hadden liet Arnulf Willem terugroepen. De nietsvermoedende Willem werd door Arnulf en zijn medestanders vermoord.
De heren van Picquigny hadden kerkelijke voogdij in de 12e en 13e eeuw. Ze hadden onder meer het recht om de bisschop van Amiens te benoemen.
Hier werd, opnieuw op het eilandje in de Somme, op 29 augustus 1475 het verdrag van Picquigny gesloten dat een definitief einde maakte aan de Honderdjarige Oorlog.

## Bezienswaardigheden
- het kasteel van Picquigny
- het eiland (île de la Trêve) waar Eduard IV en Lodewijk XI elkaar ontmoetten en waar Willem I van Normandië werd vermoord.

## Geografie
De oppervlakte van Picquigny bedraagt 10,3 km², de bevolkingsdichtheid is 134,6 inwoners per km². Door de gemeente loopt zowel de Somme als het Sommekanaal.

## Verkeer en vervoer
In de gemeente ligt spoorwegstation Picquigny.
De onderstaande kaart toont de ligging van Picquigny met de belangrijkste infrastructuur en aangrenzende gemeenten.

## Demografie
Onderstaande figuur toont het verloop van het inwonertal (bron: INSEE-tellingen).

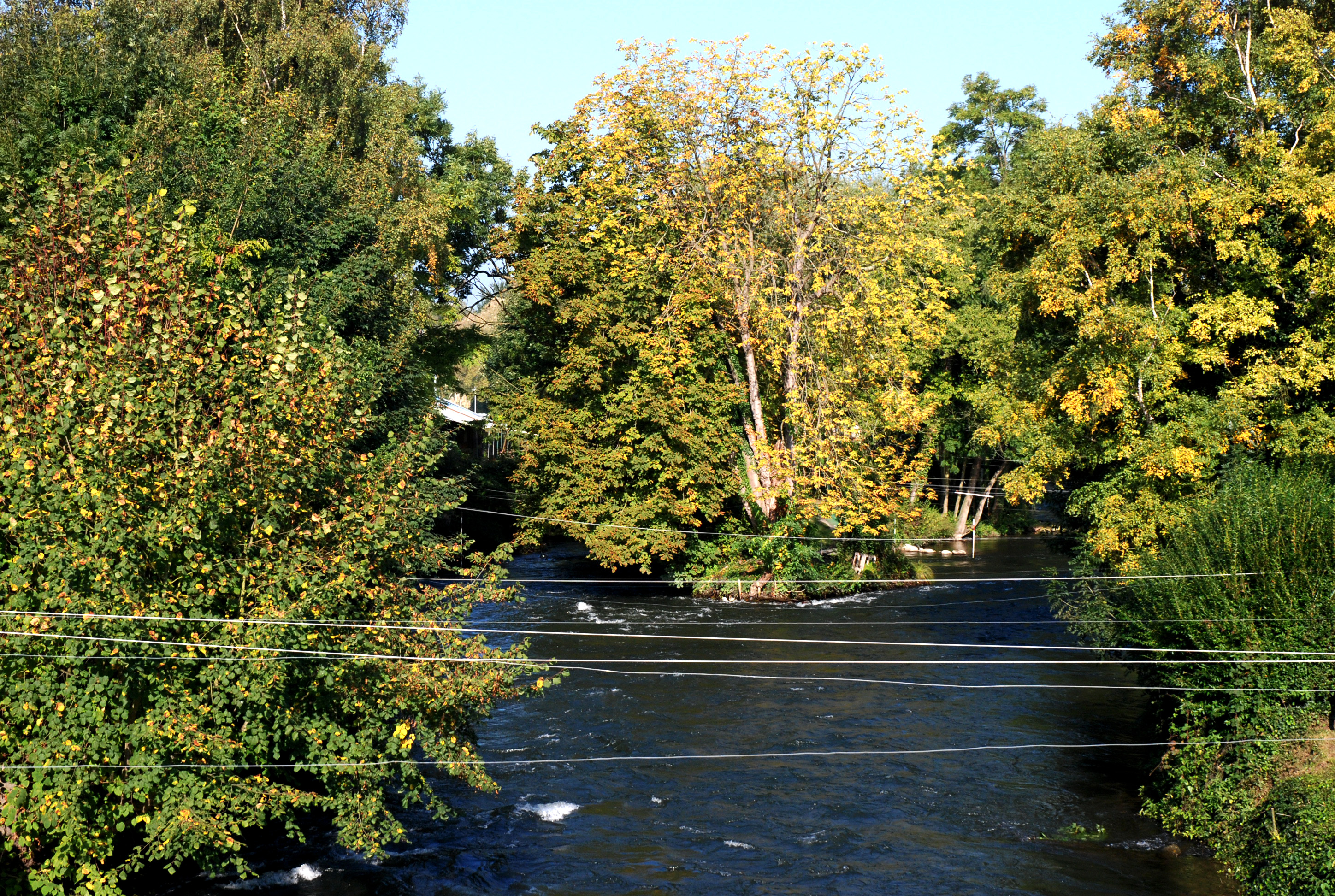
Het eiland in de Somme (île de la trêve)
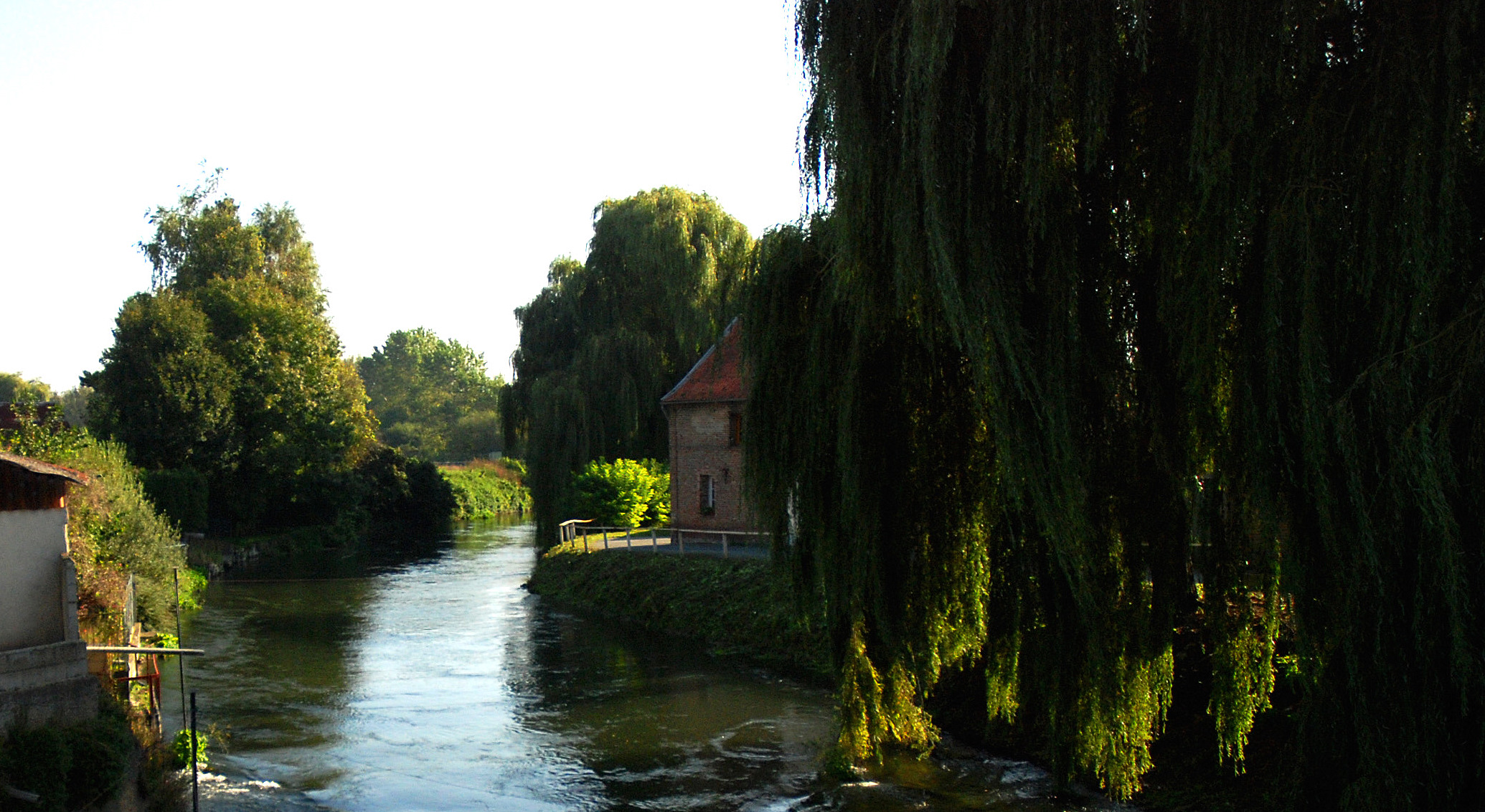
De Somme in Picquigny
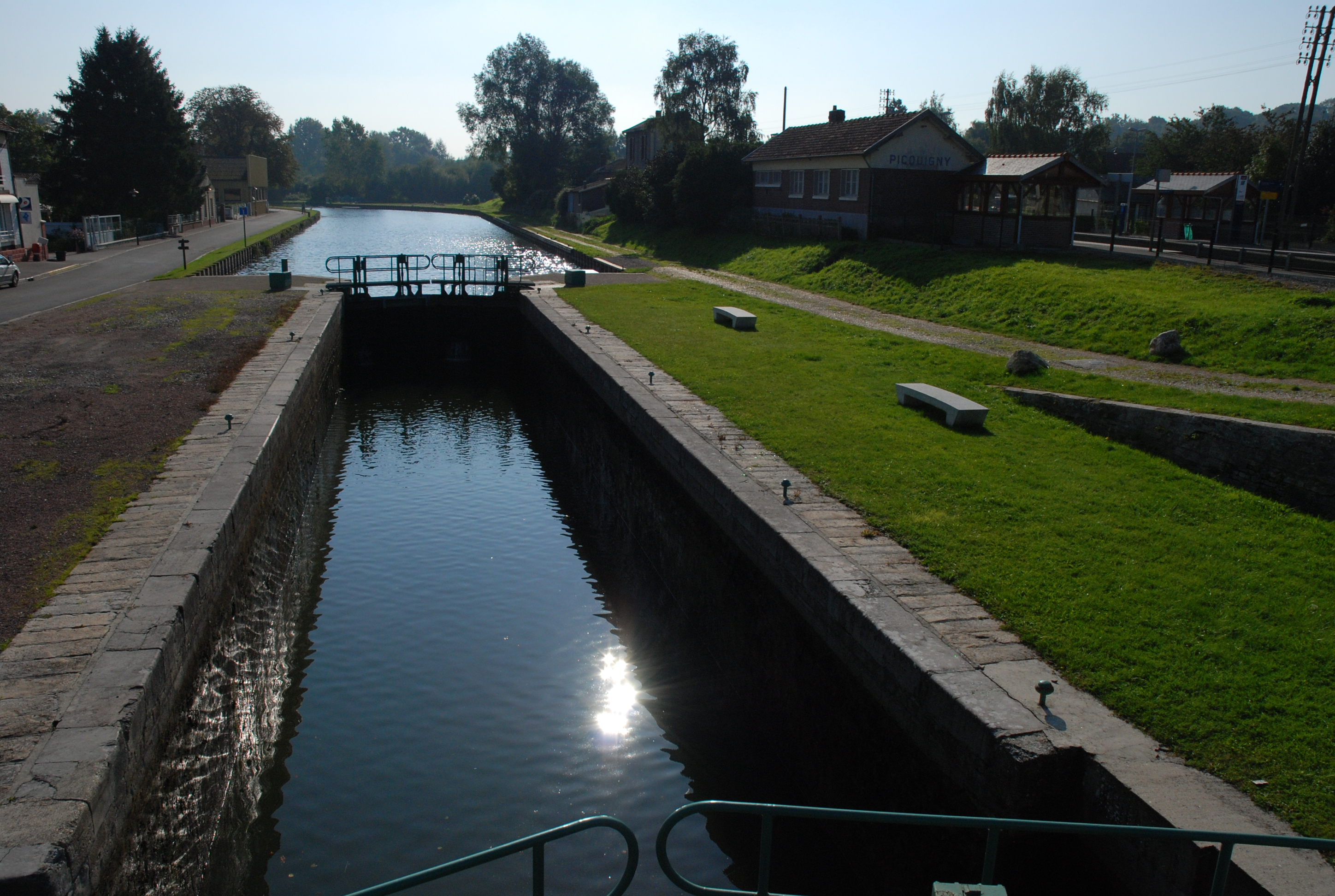
Het kanaal van de Somme in Picquigny